# Kuźniaki
Kuźniaki – wieś w Polsce położona w województwie świętokrzyskim, w powiecie kieleckim, w gminie Strawczyn.
| SIMC    | Nazwa        | Rodzaj    |
| ------- | ------------ | --------- |
| 0273519 | Chrapy       | część wsi |
| 0273525 | Dudków       | część wsi |
| 0273531 | Gajówka      | część wsi |
| 0273548 | Kopytowskie  | część wsi |
| 0273554 | Mesne        | część wsi |
| 0273560 | Piecowa Góra | część wsi |
| 0273577 | Pociejów     | część wsi |

W latach 1954–1959 wieś należała i była siedzibą władz gromady Kuźniaki, po jej zniesieniu w gromadzie Snochowice. W latach 1975–1998 miejscowość administracyjnie należała do województwa kieleckiego.
W XVIII w. w Kuźniakach zbudowano wielki piec (obecnie zachowany), w czasach Księstwa Warszawskiego istniała przy nim kuźnica wodna. W 1844 pracowały tu trzy fryszerki. W latach 1860–1870 zbudowano nowy wielki piec, w którym jeszcze w 1875 wytopiono 64,468 puda (ok. 1055 kg) surowca. Piec pracował do 1897.
Kuźniaki są punktem początkowym  niebieskiego szlaku turystycznego prowadzącego do miejscowości Pogorzałe oraz punktem końcowym  Głównego Szlaku Świętokrzyskiego im. Edmunda Massalskiego prowadzącego z Gołoszyc. Przez wieś przechodzi  zielona ścieżka rowerowa do Strawczyna.
Według spisu ludności z 1827 miejscowość liczyła 19 domów i 114 mieszkańców.

## Zabytki
Zespół zakładu wielkopiecowego z lat 1860–1870, wpisany do rejestru zabytków nieruchomych (nr rej.: A/464/1-4 z 18.10.1934, z 28.10.1971 i z 28.04.1984):
- teren zakładu,
- ruiny wielkiego pieca,
- urządzenia hydrotechniczne: dawny przelew i przepust wodny.